# 鐵觀音勇破爆炸黨
鐵觀音勇破爆炸黨，（Angel Meets the Explosion Gang , 又名Angel attack again）
是一套香港國語片, 邵氏電影, 羅維編劇及導演, 由何莉莉,唐菁,沈依,樊梅生合演, 稱為動作片, 不過未有武術指導, 1968年5月上映.

## 劇情
女幹探何莉莉演009, 在東南亞渡假時, 收到總部下令, 立即出動捉拿恐怖組織爆炸黨,她之前幾位同事都為此死了, 009代號鐵觀音潛入爆炸黨找情報。逢凶化吉, 勇破爆炸黨.

## 首影背景
當年西片007是票房冠軍, 所以有港產009出現, 西片是鐵金剛, 而港產出現鐵觀音.

## 演員表
- 何莉莉
- 唐菁
- 沈依
- 羅維
- 趙雄
- 王小鶯
- 蔣光超
- 田琛
- 房勉
- 樊梅生
- 午馬
- 劉剛
- 谷峰
- 藍偉烈
- 爾群
- 高超
- 小老虎
- 潘耀坤
- 俞文華
- 方圓
- 金伯健
- 韓英傑
- 李皓
- 金軍
- 賀雲泰
- 解元
- 閔敏
- 江龍
- 胡波
- 周小來
- 徐二牛
- 小麒麟
- 杜永亮
- 曾楚霖
- 丁東
- 金天柱
- 張照
- 李允武

## 外参考
- 鐵觀音勇破爆炸黨 1968 （页面存档备份，存于）